# Горње Вратно
Горње Вратно је насељено место у саставу општине Цестица у Вараждинској жупанији, Хрватска. До територијалне реорганизације у Хрватској налазило се у саставу старе општине Вараждин.

## Становништво
На попису становништва 2011. године, Горње Вратно је имало 1.301 становника.

## Попис1991.
На попису становништва 1991. године, насељено место Горње Вратно је имало 1.169 становника, следећег националног састава:
| Попис 1991.‍   | Попис 1991.‍  | Попис 1991.‍ | Попис 1991.‍ | Попис 1991.‍ |
| ------------- | ------------ | ----------- | ----------- | ----------- |
|               |              |             |             |             |
| Хрвати        | Хрвати       |             | 1.146       | 98,03%      |
| Словенци      | Словенци     |             | 6           | 0,51%       |
| Македонци     | Македонци    |             | 1           | 0,08%       |
| Срби          | Срби         |             | 1           | 0,08%       |
| неопредељени  | неопредељени |             | 4           | 0,34%       |
| непознато     | непознато    |             | 11          | 0,94%       |
| укупно: 1.169 |              |             |             |             |